# EITB Media

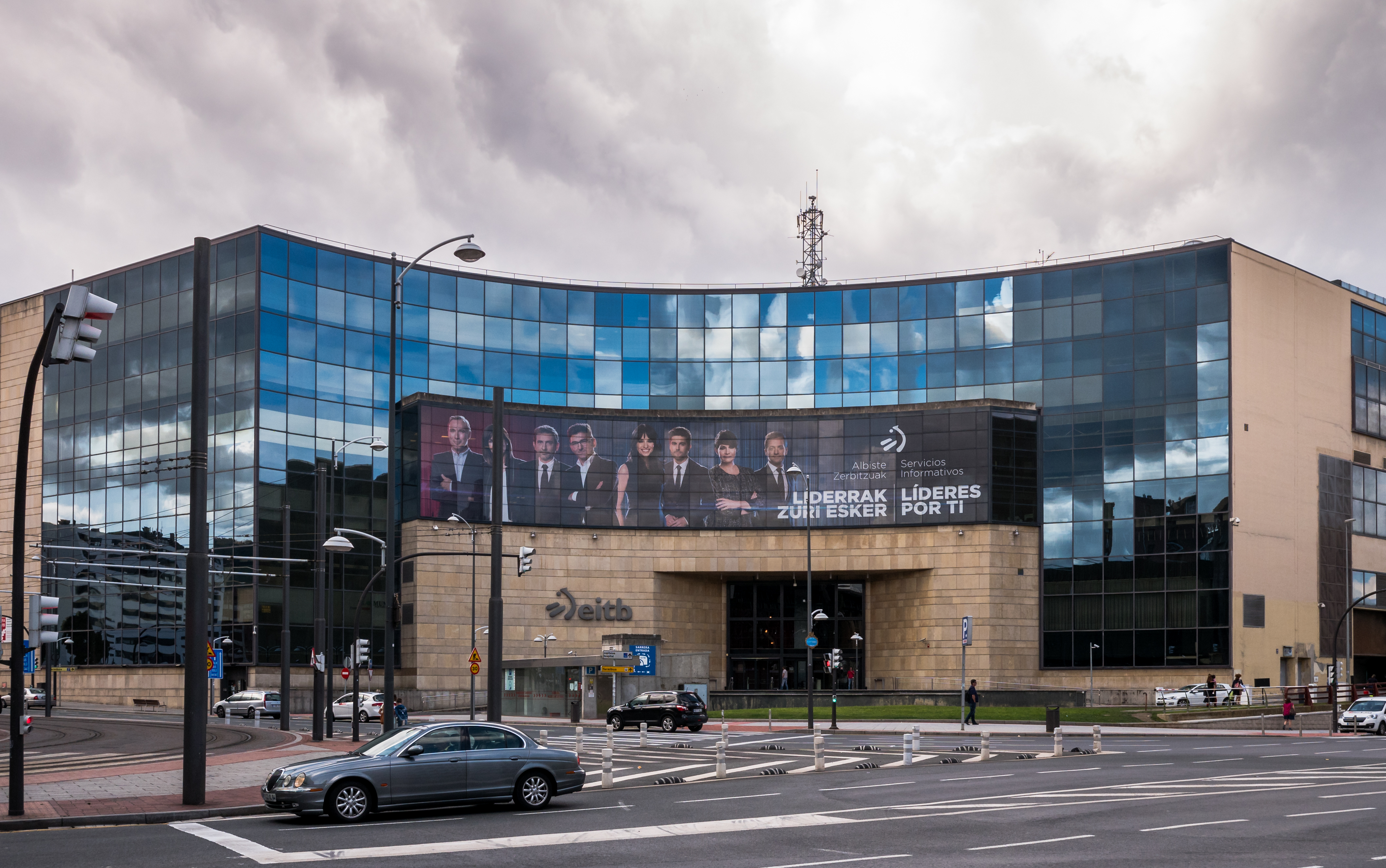
Sede de EITB Media en Bilbao.

EITB Media, S.A.U. es una sociedad anónima pública dependiente del gobierno de la Comunidad Autónoma de Euskadi en España. Junto con el Ente Público Euskal Irrati Telebista-Radio Televisión Vasca (EITB) conforma el grupo de comunicación público del Gobierno Vasco.
EITB Media S.A.U. se creó tras la absorción por parte de la sociedad pública Euskal Telebista-Televisión Vasca, S. A. de las sociedades  públicas Eusko Irratia-Radiodifusión Vasca S. A., Gasteiz Irratia-Radio Vitoria, S. A. y Eitbnet, S. A. tras su disolución dictada por el Decreto 92/2020, de 14 de julio de 2020. Los trámites burocráticos quedaron completados en noviembre de ese mismo año y la escrituración de las nuevas empresas se hizo en el   Registro Mercantil con efectos retroactivos al 1 de enero de 2020. Tiene su sede en la calle Capuchinos de Basurto de Bilbao junto a EITB y centros de trabajo en San Sebastián donde está el centro de Miramón, Vitoria en las instalaciones de Radio Vitoria y corresponsalías, dentro de Euskal Herria, en Pamplona y Bayona; en España en Madrid y Barcelona; en Europa en París, Bruselas, Londres y Berlín y presencia en EE. UU., América Latina, Asia y Oriente Medio.
EITB Media forma parte de la Federación de Organismos de Radio y Televisión Autonómicos (FORTA) de la que fue miembro fundador.

## Historia
El Ente Público Euskal Irrati Telebista era por ley propietario de la totalidad de las acciones de las sociedades que conformaban el grupo de comunicación. 
A finales de la década del 2010 la dirección general del grupo de comunicación, bajo el mandato de Maite Iturbe, realiza un análisis de los cambios tecnológicos y de costumbres surgidos en torno a la comunicación y el entretenimiento por vía electrónica. Dentro de ese análisis se realiza una reflexión acerca de la posible racionalización de su estructura societaria y modelo de administración, que permitan mejorar su eficiencia en la gestión. Del análisis surge la decisión de acometer una simplificación de la estructura societaria, que es aprobada por la Dirección General y el Consejo de Administración del Ente Público Euskal Irrati Telebista-Radio Televisión Vasca y se concreta en creación, convergiendo en Euskal Telebista-Televisión Vasca, S.A. las otras tres sociedades que quedan disueltas.
La nueva sociedad, que mantiene la fórmula jurídica de sociedad anónima pública y todas las acciones de la misma son propiedad del Ente Público EITB, se denomina EITB Media, S.A.U. y aglutina todos los servicios audiovisuales (radio, televisión e Internet) que anteriormente proporcionaban las empresas disueltas, manteniendo los mismos objetivos y fines sociales reflejados en la ley de creación del ente en 1982. Nace con un capital social fijado 58.695.330,78 € dividido en 9.766.278 acciones nominativas, de 6,01 euros de valor nominal cada una de ellas, pertenecientes al Ente Público EITB, que será también quien financie la nueva sociedad tal y como se indica en el artículo 45 de la Ley 5/1982, de 20 de mayo de 1982 de creación del Ente. 
El 9 de noviembre de 2020 la Junta General Universal y Extraordinaria de la Sociedad Pública EITB Media, S.A.U. acuerda una ampliación del capital social en 4.319.975,98 €  mediante la emisión de 718.798 acciones de 6,01 € de valor nominal cada una de ellas. El 22 de diciembre de 2020, mediante el Decreto 285/2020 de 22 de diciembre del Gobierno Vasco, autoriza la misma.
El grupo de comunicación surgió a raíz de las competencias dispuestas en el Estatuto de Gernika y que, mediante la Ley 5/1982, de 20 de mayo de 1982 creó el Ente Público Euskal Irrati Telebista-Radio Televisión Vasca y posteriormente, mediante diversos decretos, creó o autorizó la creación de las sociedades públicas Euskal Telebista-Televisión Vasca, S. A., Eusko Irratia-Radiodifusión Vasca, S. A., Gasteiz Irratia-Radio Vitoria, S. A. y Eitbnet, S. A. con el propósito de gestionar los servicios de televisión, radio e Internet, respectivamente.
EITB Media S.A.U. tiene como objetivo la producción audiovisual para su transmisión al público en general, con fines informativos, culturales, artísticos, comerciales, recreativos, publicitarios, así como medio de cooperación con el sistema educativo y de fomento y difusión de la cultura vasca, y en especial con el fomento y desarrollo del euskera. Así como la colaboración con centros tecnológicos en proyectos de innovación en este mismo ámbito y la participación en proyectos empresariales con el objetivo del desarrollo del sector audiovisual vasco y a la apertura del sector hacia otros mercados.

## Servicios
EITB Media da servicios en tres amplios sectores de la comunicación y el entretenimiento, la televisión, la radio e Internet. En cada uno de estos sectores tiene una división específica, que corresponde a la empresa anterior que se ocupaba de ello, y cada empresa tiene varias cadenas o canales. Estos son:

### Televisión
Los servicios de televisión los produce, suministra y gestiona Euskal Telebista (ETB), que tiene los siguientes canales:
- ETB1: canal generalista en euskera con difusión en el País Vasco y Navarra, llega a partes de La Rioja, Castilla y León (Burgos) y Cantabria, así como a parte del País Vasco francés. Su emisión es realiza en alta definición (HD).
- ETB2: canal generalista en castellano con difusión en el País Vasco y Navarra, llega a partes de La Rioja, Castilla y León (Burgos) y Cantabria, así como a parte del País Vasco francés. Su emisión es realiza en alta definición (HD).
- ETB3: canal eminentemente infantil y juvenil en euskera y castellano con difusión en el País Vasco y Navarra, llega a partes de La Rioja, Castilla y León (Burgos) y Cantabria, así como a parte del País Vasco francés. Su emisión es realiza en alta definición (HD).
- ETB4: canal eminentemente deportivo y de entretenimiento en euskera y castellano con difusión en el País Vasco y Navarra, llega a partes de La Rioja, Castilla y León (Burgos) y Cantabria, así como a parte del País Vasco francés. Su emisión es realiza en alta definición (HD).
- ETB Basque: canal destinado a la distribución internacional, para plataformas de cable e internet. Su contenido es de corte generalista, de producción propia en euskera y castellano. Su emisión es realiza en alta definición (HD).

ETB proporciona además tres canales ocasionales para servicio en Internet.

### Radiodifusión
Los servicios de radiodifusión los produce, suministra y gestiona Eusko Irratia (EI) que tiene los siguientes canales:
- Euskadi Irratia: radio generalista de servicio público, fundada en 1982 y producida íntegramente en euskera. En sus inicios y durante unos pocos años fue bilingüe, denominándose entonces Euskadi Irratia I/Radio Euskadi I.
- Radio Euskadi: fundada en 1983, es también una cadena generalista de servicio público, que emite en castellano. En su origen también fue bilingüe, denominándose Euskadi Irratia II/Radio Euskadi II.
- Radio Vitoria: radio generalista de ámbito local, dirigida a la ciudad de Vitoria y a todo el territorio de Álava. Fue originalmente fundada en 1934, y después refundada en 1982, siendo cronológicamente el primer medio de comunicación del Grupo EITB en pleno funcionamiento. Emite casi en exclusiva en castellano, solo con presencia testimonial del euskera.
- Gaztea: cadena de radio temática (o radiofórmula) musical, orientada al público joven, que trabaja en especial el pop y el rock, incluyendo también en su programación un espacio matinal despertador y otros juveniles o de entretenimiento. Fue fundada en 1990 y está locutada íntegramente en euskera, poniendo también énfasis en la esfera musical vascófona del momento de cara a su selección musical, si bien muchas de las canciones emitidas son en inglés.
- EITB Musika: radiofórmula musical con continuidad bilingüe, principalmente de géneros pop contemporáneos y clásicos, con un target más adulto que el de Gaztea. Por ella también se emiten algunos boletines informativos horarios de servicio público. En su origen, en 2001, fue planteada como una radio secundaria polivalente, con contenidos alternativos, recibiendo entonces y durante años el nombre de EiTB Irratia.
- EITB Euskal Kantak: radiofórmula musical en euskera, fundada en 2019, que emite en exclusiva música contemporánea hecha en dicha lengua, de toda una variedad de géneros, acompañada ocasionalmente de apuntes o reflexiones personales sobre las mismas a cargo de personajes célebres de la esfera cultural vascófona. Es la única cadena del grupo que emite solo a través de Internet.

### Internet
Los servicios en la red de internet y apps para dispositivos móviles  los produce, suministra y gestiona el departamento y personal proveniente de Eitbnet.